# District de Kamikawa (Tokachi)
Pour les articles homonymes, voir Kamikawa.

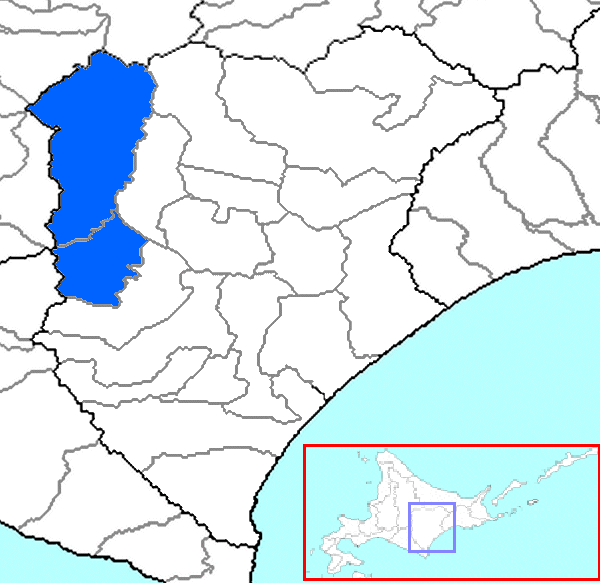
Emplacement du district de Kamikawa dans la sous-préfecture de Tokachi.

Le district de Kamikawa (上川郡, Kamikawa-gun) est un district de la sous-préfecture de Tokachi, sur l'île de Hokkaidō, au Japon.

## Géographie
Au 30 septembre 2015, la population du district est estimée à 16 206 habitants pour une superficie totale de 1 466,08 km2, soit une densité de 11,1 personnes/km2.

## Bourgs
- Shimizu
- Shintoku